# Letteratura francofona
Si definisce letteratura francofona tutta la letteratura in lingua francese, scritta sia da autori francesi che appartenenti ad altre nazionalità. La categoria include:
1. Gli scrittori per i quali il francese è lingua materna e ufficiale (come accade in Francia, parte del Belgio, della Svizzera, del Québec).
2. Gli scrittori per i quali il francese non è lingua materna ma veicolare, insegnata nelle scuole e impiegata dal governo locale (è il caso del Marocco, della Tunisia, dell'Algeria, di alcuni paesi sub-sahariani e di alcuni del Medio Oriente). Pur non essendo lingua ufficiale, gode di un certo prestigio (usata a scopi burocratici, commerciali, tecnici ecc.) e a volte ha qualche tipo di riconoscimento di fatto. Si tratta spesso di ex-colonie francesi, o di paesi che aderiscono all'organizzazione internazionale della Francophonie.
3. Infine, numerosi scrittori che non ricadono in queste categorie ma che hanno utilizzato (sistematicamente od occasionalmente) la lingua francese semplicemente per scrivere le proprie opere (è il caso dell'inglese William Beckford, autore del Vathek, uno dei capolavori del gotico settecentesco), che scrisse la prima versione del romanzo in francese; all'interno dell'Italia si ravvisa un'ampia tradizione francofona che inizia nel basso medioevo con i trovatori (es. Sordello da Goito) e Brunetto Latini (maestro di Dante Alighieri e autore del Trésor) e che continua con Giacomo Leopardi, Alessandro Manzoni, Cavour, Filippo Tommaso Marinetti, fondatore del Futurismo.
4. Queste situazioni non sono mutuamente esclusive, ad esempio nel caso di figli di coppie bilingui o di persone di nazionalità francese ma di origine africana o asiatica.

## Problemi tassonomici
Questa definizione tiene conto di un criterio linguistico, l'uso della lingua francese, e di un criterio territoriale, ovvero la provenienza degli scrittori da un luogo diverso dalla Francia. Questi principi non descrivono la situazione in maniera precisa, perché le letterature francofone si sviluppano spesso in contesti plurilinguistici, i quali influiscono sull'uso della lingua francese. Inoltre alcuni autori francofoni risultano effettivamente francesi, avendo una doppia nazionalità.
Tuttavia è utile basarsi su questa definizione, che rivela come lo studio delle letterature francofone non possa prescindere da uno dei due criteri. Un approccio puramente etnografico, rischia di ignorare l'aspetto artistico delle opere, che risiede in parte in un uso innovativo della lingua. Uno studio esclusivamente linguistico invece, porta a disinteressarsi delle tematiche esposte e quindi della causa stessa della letteratura.
Una prima grande distinzione va fatta tra i paesi Europei, dove la lingua francese è originaria, ed i paesi ex coloniali (dell'America, dell'Africa e dell'Asia), dove essa è stata importata. I primi hanno una tradizione letteraria consolidata, anche se spesso non adeguatamente distinta da quella francese, e una storia della letteratura che segue a grandi linee quella delle altre letterature europee. Le letterature francofone non europee invece sono da molti considerate letterature emergenti, sia a causa della nascita recente di alcuni degli stati da cui provengono, sia per il riconoscimento tardivo di questi stati come rappresentanti di una cultura in grado di produrre una propria letteratura. Inoltre, se nel caso delle francofonie originarie, l'utilizzo del francese è scontato, in altri paesi esso è frutto di una scelta o di un compromesso tra il francese ed una o più altre lingue. Questa scelta può avvenire per motivazioni identitarie (la lingua come strumento privilegiato di autorappresentazione) o per motivi utilitaristici, tra i quali l'ottenimento di una maggiore visibilità, grazie alla più ampia diffusione del veicolo linguistico.

### In Europa
In Europa il francese, oltre che in Francia, è parlato in Belgio, dai Valloni e da parte dei Brussellesi, e in Svizzera, dove è la lingua ufficiale o una delle lingue ufficiali in sette dei cantoni. Si ha per le letterature francofone europee un processo di assimilazione, da parte della letteratura francese propriamente detta, che si appropria degli autori più rappresentativi: molti ignorano che Jean-Jacques Rousseau, Isabelle de Charrière, Benjamin Constant e Blaise Cendrars fossero svizzeri o che Maurice Maeterlinck e Georges Simenon fossero belgi (inoltre Madame de Staël era franco-svizzera e Marguerite Yourcenar franco-belga).
 In questi casi l'importanza delle opere sovrasta l'identità nazionale dell'autore, la cui cultura e formazione sono erroneamente equiparate a quelle francesi. Quando invece un autore vuole sottolineare la sua alterità culturale rispetto alla Francia, come accade per Charles De Coster, i suoi scritti vengono sottovalutati a causa del regionalismo che li caratterizza. È difficile per un autore belga affermare la propria identità e allo stesso tempo accedere all'universale. Siccome questa problematica è in gran parte dovuta ad un fattore linguistico, è contro la lingua che si ribellano molti scrittori belgi. Una prima caratteristica consiste nell'introduzione nelle opere di parole che i dizionari francesi riportano come belgismi da parte di molti scrittori valloni. Altre reazioni sono l'irregolarizzazione e la folklorizzazione del linguaggio, ad esempio in Michel De Ghelderode o la dissoluzione del legame tra significante e significato nel simbolista Maeterlinck. Infine si ha, nel caso di Henri Michaux, il rifiuto della letterarietà del segno linguistico.

### In America del Nord
In America settentrionale il francese si parla in Canada, dove è lingua ufficiale in Quebec e la lingua di una minoranza in alcune delle province dell'Acadia e nella Louisiana.
Il francese del Quebec è diverso da quello della Francia. Esso ha infatti mantenuto alcune forme e strutture del francese ottocentesco, a causa dell'interruzione nel XIX secolo dei rapporti politici e culturali con lo Stato madre. Inoltre ha subito alcune interferenze dall'inglese, lingua ufficiale delle province canadesi limitrofe. Specialmente in alcuni ambiti popolari questa lingua, denominata joual risulta quasi incomprensibile per un francofono dell'exagone, a causa degli arcaismi, degli anglicismi e della pronuncia particolare.
Il Canada francofono vive in bilico tra l'autonomia e la dipendenza sia nei confronti della Francia, sia nei confronti del Canada anglofono. La lontananza geografica ed il joual differenziano i Quebecchesi dai Francesi, mentre la cultura di origine francese e la religione cattolica, differenziano i Canadesi francofoni da quelli anglofoni. La Chiesa cattolica in particolare ha avuto un impatto notevole nella cultura e nella letteratura quebecchese. Il Canada francofono restò perlopiù estraneo alla rivoluzione francese, e alla filosofia illuminista e questo impedì per molto tempo la secolarizzazione della cultura e dei costumi del paese, che rimase fino agli anni sessanta profondamente legato ad una morale cattolica intransigente e reazionaria. Ancora nella prima metà del Novecento la Francia veniva vista con sospetto in quanto paese dove si tagliò la testa al re. Anche la letteratura francese, specialmente il romanzo, era considerata licenziosa e corruttrice di coscienze, in quanto la Chiesa accettava le opere letterarie in base alla loro moralità e all'utilità. Per questo fino alla rivoluzione tranquilla, la letteratura quebecchese è spesso stata poco originale e per nulla innovativa, essendo i testi che si discostavano dal canone imposto, prontamente stroncati dalla critica. Già negli anni trenta e quaranta la letteratura si apre alla critica sociale attraverso l'opera di Gabrielle Roy, ma è solo negli anni sessanta che si emancipa dalla norma sia dal punto di vista contenutistico (trattando temi tabù come l'adulterio, l'omosessualità, l'aborto) sia da quello formale (violando la sintassi, ignorando le regole grammaticali e ricorrendo a neologisimi). La ribellione di alcuni autori si manifesta attraverso la volontà di scandalizzare, attraverso visioni originali della natura del linguaggio o della letteratura, attraverso la frammentazione del testo, l'intertestualità e altri procedimenti tipici delle letterature contemporanee.

### In America centrale
In America Centrale il francese è parlato soprattutto nelle isole caraibiche, dove costituisce la lingua principale assieme alla lingua creola delle Antille basata sul francese. Le Antille sono state fortemente condizionate, sia economicamente che culturalmente, dalla colonizzazione e questo ha ostacolato per lungo tempo la formazione di una propria identità, tanto che solo negli anni '30 del novecento, ad opera principalmente di Aimé Césaire, gli scrittori antillesi hanno potuto rivendicare la propria autonomia letteraria. Césaire fonda, assieme al senegalese Léopold Sédar Senghor il movimento ideologico e letterario della negritudine, con l'obiettivo di rendere manifesto che essere di colore significa per molti essere negri, nella misura in cui ciò indica il disprezzo da parte dei bianchi e l'emarginazione letteraria e culturale. Césaire ribalta questo concetto affermando "È bello, buono e legittimo essere negro", e fonda nel 1932 la rivista Tropique, nella cui prefazione scrive "Noi siamo quelli che dicono di no all'ombra", rivendicando la visibilità di un nuovo soggetto culturale. Le idee di Césaire e Senghor ebbero grande importanza nel raggiungimento dell'emancipazione culturale e dell'indipendenza politica delle ex colonie francesi, permettendo alla letteratura dei decenni successivi di distinguersi per l'originalità dei contenuti e delle forme.

### Nell'Africa subsahariana
Nell'Africa equatoriale si parlano centinaia di dialetti regionali e il francese, sebbene lingua imposta dal colonizzatore, è quella che permette la comunicazione alla maggior parte della popolazione. Gli scrittori francofoni di questa zona, rifacendosi alla negritudine di Césaire e Senghor, utilizzano il francese nella loro letteratura per riaffermare la loro identità culturale, incontrando però difficoltà sia nella ricezione in Francia (a causa della presenza nei loro testi di parole o forme estranee alla lingua francese) sia nel loro paese, a causa del diffuso analfabetismo. È certo anche per diffondere la letteratura presso la popolazione analfabeta che molti dei testi letterari contemporanei sono opere teatrali, che rievocano la storia del paese, come le opere del congolese Tchicaya U Tam'si, o che trattano temi socialmente utili come la prevenzione dell'AIDS o gli infortuni sul lavoro.

### Nel Maghreb
Nei paesi del Maghreb il francese non è la lingua ufficiale, ma è usato parallelamente all'arabo e al berbero. Il francese era in epoca coloniale, la lingua del commercio, dell'amministrazione e della cultura, in un periodo in cui la scuola, ignara della ricchezza della diversità culturale, proibiva di parlare una lingua diversa dal francese ed insegnava, ad esempio ai bambini berberi, che i loro antenati erano i Galli. La letteratura maghrebina francofona nasce negli anni trenta e quaranta del novecento, quando per opera di alcuni scrittori algerini (Mohamed Dib, Mouloud Mammeri e Mouloud Feraoun), tunisini (Albert Memmi) e marocchini (Ahmed Sefrioui), questi paesi riscoprono la loro identità culturale, riproponendo e traducendo le forme più antiche come la poesia berbera e cimentandosi in forme nuove, come il romanzo autobiografico. Questo genere in particolare è molto frequentato dagli scrittori maghrebini che ne rinnovano la forma, scrivendo l'autobiografia non di un singolo individuo, ma di un'intera comunità. La cultura di questi paesi privilegia la collettività al singolo e l'opera letteraria non è in funzione dello scrittore, ma racconta un intero contesto sociale, soffermandosi su più storie, dando spazio al vociare collettivo.

Negli ultimi decenni il fenomeno dell'emigrazione ha portato alla nascita in Francia della letteratura omonima, di difficile classificazione. La letteratura di immigrazione, infatti, si fa rientrare paradossalmente sia all'interno della letteratura francese che all'interno della letteratura francofona, avendo alcuni scrittori acquisito la cittadinanza del paese che per lungo tempo li ha ospitati. È il caso ad esempio di Tahar Ben Jelloun, scrittore e giornalista marocchino popolare in Francia e in altri paesi europei.

### In altri paesi
In molti altri paesi, africani e asiatici, lavorano scrittori di lingua francese. In Egitto, Turchia e Siria, dove, seppur per breve tempo, operarono le scuole francesi, il francese è percepito come la lingua della cultura.
In Libano il francese ha una grande diffusione nella televisione e sui giornali, mentre nella lingua parlata convive con l'arabo (lingua ufficiale) e l'inglese. Alcuni scrittori: il poeta e drammaturgo Georges Schehadé, le poetesse Andrée Chedid, Nadia Tuéni, Vénus Khoury-Ghata e lo scrittore Amin Maalouf.
Inoltre il francese è parlato in alcune città dell'India e in alcuni arcipelaghi della Polinesia francese.
Accade spesso che le opere di questi autori, una minoranza rispetto agli artisti che si esprimono in altre lingue, siano più vicine alla cultura francese che a quella del loro paese.
Non mancano infine esempi di singoli casi di francofoni che lavorano in paesi con cui la Francia ha avuto rapporti economici o diplomatici, come nel caso della giapponese Amélie Nothomb. Anche in questi autori è fondamentale il tema della ricerca dell'identità linguistica e culturale.